# Forever (canción de Justin Bieber)
«Forever» es una canción del cantante canadiense Justin Bieber, en colaboración con los raperos estadounidenses Post Malone y Clever. Se publicó como el tercer sencillo del quinto álbum de estudio de Bieber Changes el 14 de febrero de 2020.

## Antecedentes
La canción se lanzó por primera vez el 24 de diciembre de 2019, a través de un avance de su álbum en YouTube. El 4 de enero de 2020 se filtró por internet más de dos minutos de la pista. La pista se estrenó el mismo día del lanzamiento del álbum. El tema marca la segunda colaboración de Bieber y Malone, después de su participación en el sencillo de Malone de septiembre de 2016 «Deja Vu»  de su álbum debut de estudio Stoney.

## Posicionamiento en listas
| Listas (2020)                             | Mejor posición |
| ----------------------------------------- | -------------- |
| Alemania (Media Control Charts)           | 56             |
| Australia (ARIA)                          | 29             |
| Austria (Ö3 Austria Top 40)               | 20             |
| Canadá (Canadian Hot 100)                 | 20             |
| Dinamarca (Tracklisten)                   | 17             |
| Eslovaquia (Singles Digitál Top 100)      | 15             |
| España (PROMUSICAE)                       | 93             |
| Estados Unidos (Billboard Hot 100)        | 24             |
| Estados Unidos (Rolling Stone Top 100)    | 9              |
| Estonia (Eesti Ekspress)                  | 26             |
| Francia (SNEP)                            | 111            |
| Hungría (Single Top 40)                   | 35             |
| Hungría (Stream Top 40)                   | 23             |
| Irlanda (IRMA)                            | 23             |
| Italia (FIMI)                             | 67             |
| Noruega (VG-lista)                        | 21             |
| Nueva Zelanda Hot Singles (RMNZ)          | 32             |
| Países Bajos (Single Top 100)             | 31             |
| Reino Unido (UK Singles Chart)            | 29             |
| República Checa (Singles Digitál Top 100) | 24             |
| Singapur (RIAS)                           | 24             |
| Suecia (Sverigetopplistan)                | 10             |
| Suiza (Schweizer Hitparade)               | 33             |

## Certificaciones
| País (organismo certificador) | Certificación | Unidades certificadas |
| ----------------------------- | ------------- | --------------------- |
| Estados Unidos (RIAA)         | Oro           | 500 000               |

## Historial de lanzamiento
| País      | Fecha                 | Formato                     | Discográfica | Ref    |
| --------- | --------------------- | --------------------------- | ------------ | ------ |
| Varios    | 14 de febrero de 2020 | Descarga digital, Streaming | Def Jam      | [ 29 ] |
| Australia | 14 de febrero de 2020 | Contemporary hit radio      | Universal    | [ 30 ] |